# Haysi
Haysi es una localidad del Condado de Dickenson, Virginia, Estados Unidos. Según el censo de 2000 tenía una población de 186 habitantes y una densidad de población de 81.6 hab/km².

## Demografía
Según el censo de 2000, había 186 personas, 80 hogares y 56 familias residiendo en la localidad. La densidad de población era de 81,6 hab./km². Había 99 viviendas con una densidad media de 43,4 viviendas/km². El 97,85% de los habitantes eran blancos, el 2,15% afroamericanos.
Según el censo, de los 80 hogares en el 26,3% había menores de 18 años, el 48,8% pertenecía a parejas casadas, el 16,3% tenía a una mujer como cabeza de familia y el 30,0% no eran familias. El 30,0% de los hogares estaba compuesto por un único individuo y el 17,5% pertenecía a alguien mayor de 65 años viviendo solo. El tamaño promedio de los hogares era de 2,33 personas y el de las familias de 2,84.
La población estaba distribuida en un 18,8% de habitantes menores de 18 años, un 10,2% entre 18 y 24 años, un 24,7% de 25 a 44, un 26,9% de 45 a 64 y un 19,4% de 65 años o mayores. La media de edad era 42 años. Por cada 100 mujeres había 80,6 hombres. Por cada 100 mujeres de 18 años o más, había 77,6 hombres.
Los ingresos medios por hogar en la localidad eran de 25.781 dólares ($) y los ingresos medios por familia eran 31.750 $. Los hombres tenían unos ingresos medios de 25.000 $ frente a los 15.625 $ para las mujeres. La renta per cápita para la ciudad era de 13.155 $. El 10,9% de la población y el 3,6% de las familias estaban por debajo del umbral de pobreza. El 10,3% de los menores de 18 años y el 10,8% de los habitantes de 65 años o más vivían por debajo del umbral de pobreza.

## Geografía
Según la Oficina del Censo de los Estados Unidos, la localidad tiene un área total de 2,3 km², todos ellos correspondientes a tierra firme.